# دوخواهران (مقاطعة دورود)
دوخواهران (بالفارسية: دوخواهران) هي قرية تقع في قسم سيلاخور الريفي (مقاطعة دورود) في إيران. يقدر عدد سكانها بـ 30 نسمة .